# 斉田正子
斉田 正子（さいだ まさこ、1958年9月25日 - ）は、日本のソプラノ歌手。学位は博士（音楽）（東京芸術大学・1992年）。夫は昭和大学医学部講師である斉田晴仁。齊田正子という表記も見られる。

## 経歴
愛媛県松山市出身。愛媛県立松山南高等学校、東京藝術大学音楽学部卒業。1992年に同大学大学院音楽研究科オペラ専攻博士課程を修了し学位博士（音楽）を取得。声楽を佐藤陽三、岡部多喜子、東敦子、V.ボッローニ、A.ベルトラーミ、R.エリーに師事。在学中には第17回日伊声楽コンコルソで入選する。
1984年から1986年の間は国際文化交流財団の奨学生としてイタリア・ミラノに留学。留学中はパヴィア国際声楽コンクールで3位、第35回ミュンヘン国際音楽コンクール女性声楽部門で2位となる。
帰国後、東京藝術大学100周年記念オペラ『オルフェオとエウリディーチェ』のアモーレ役で出演。藤原歌劇団初のオーディションに合格しオペラ『椿姫』のヴィオレッタ役でデビュー。
藤原歌劇団では『椿姫』のヴィオレッタ、日本初演となった『清教徒』のエルヴィラ、『カルメン』のミカエラ、『ラ・ボエーム』のムゼッタ、『ドン・ジョヴァンニ』のツェルリーナ、『アルジェのイタリア女』エルヴィラでそれぞれ出演。
新国立劇場では『魔笛』のパミーナ、『天守物語』、新国立劇場・二期会オペラ振興会共催公演『沈黙』『光』、神奈川県民ホールにて團伊玖磨のオペラ『ちゃんちき』、横浜シティオペラでは『魔笛』の夜の女王、『こうもり』のアデーレ、東京室内歌劇場では『霊媒』、パイジェッロ作曲『セビリアの理髪師』のロジーナ、シューベルト『女の平和』のイザベラで出演。
その他には民音オペラ公演『スペードの女王』のリーザ、小澤征爾オペラシリーズ『イドメネオ』のイリア、グローブ座公演『ハムレット』のオフィーリア、モーツァルト劇場『後宮からの逃走』のコンスタンツェなどに出演。
また『東京の夏』音楽祭では日本初演となった『なりゆき泥棒』のベレニーチェ、三枝成彰作曲『千の記憶の物語』の改定初演、吉松隆作曲のネオ･オペラ『セレスタ』の初演、長野オリンピック文化芸術祭参加オペラ『信濃の国・善光寺物語』に出演。

## 職歴
- 1988年4月 - 1994年3月 昭和音楽大学 非常勤講師[3]
- 2000年4月 - 2006年3月 日本大学芸術学部 研究所助教授（非常勤）[3]
- 2007年4月 - 2008年3月 日本大学芸術学部 研究所准教授（非常勤）[3]
- 2008年4月 - 2018年3月 日本大学芸術学部 教授（任期制） [3]
- 2018年4月 - 日本大学芸術学部音楽科教授[3][8]

## 受賞歴
- 1984年 - 第19回民音コンクール第2位
- 1985年 - 第6回パヴィア国際声楽コンクール第3位
- 1986年 - 第35回ミュンヘン国際音楽コンクール第2位
- 1988年 - 第2回グローバル東敦子賞
- 1988年 - 第16回ジロー・オペラ賞新人賞
- 1998年 - よんでん芸術文化奨励賞
- 2000年 - テレビ愛媛賞21
- 2004年 - エクソンモービル音楽賞・奨励賞

## 論文
- 博士論文：19世紀イタリアベルカントオペラの歌唱について：狂乱の場を中心にして＋（演奏）ヴィンチェンツォ ベッリーニ 第2幕エルヴィラのアリア「ここであの方の優しい声が」他[2][9]

## 所属
- 日本オペラ振興会（藤原歌劇団）[3]
- 日本演奏連盟
- 日本声楽発声学会
- 音声言語医学会

## ディスコグラフィ
| うるわしき歌声 愛の夢    | 1989年02月01日 | EMIミュージック・ジャパン |
| 遠い日の風景〜ふるさと〜 | 1996年06月26日 | EMIミュージック・ジャパン |
| イタリアの歌、日本の歌   | 2009年09月11日 | フロレスタン              |